# 총소득
총소득(gross income)은 가구와 개인의 경우 공제나 세금을 제외하기 전의 모든 임금 (경제학), 급여, 이익 (회계), 이자 지급, 임대료 및 기타 형태의 소득의 합계이다. 이는 총소득에서 세금 및 기타 공제(예: 의무 연금 기여금)를 뺀 금액으로 정의되는 순소득에 반대된다.
회사의 경우 총소득(총 이익, 판매 이익 또는 신용 판매)은 간접비, 급여, 세금 및 이자 지불을 공제하기 전 수익과 제품 제조 또는 서비스 제공 비용의 차이이다. 이는 영업이익(이자 및 세금 차감전 이익)과는 다르다. 매출총이익은 종종 매출총이익과 같은 의미로 사용되지만 용어는 다르다. 금전적 금액에 대해 말할 때 총 이익이라는 용어를 사용하는 것이 기술적으로 정확한다. 백분율이나 비율을 언급할 때는 총마진을 사용하는 것이 맞다. 즉, 총 마진은 백분율 값인 반면 총 이익은 금전적 가치이다.

## 같이 보기
- 순이익
- 매출원가
- 판매비와 관리비
- 포괄손익계산서
- 국민 총소득